# Kleinwasserkraftwerk Stadtgarten (Inatura)

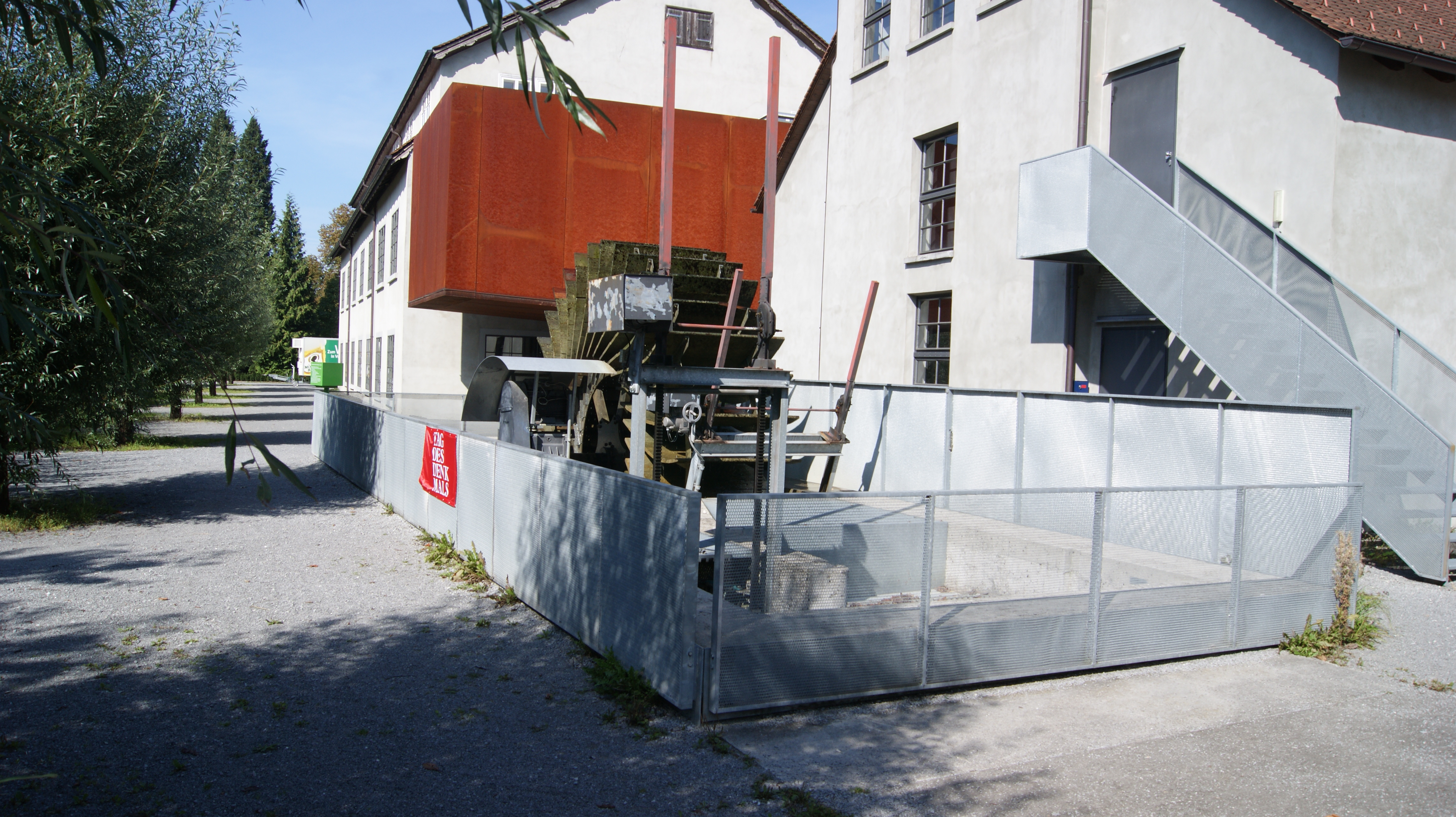
Kleinwasserkraftwerk, Blick von Südosten.

Das Kleinwasserkraftwerk Stadtgarten - Inatura ist ein in Dornbirn, Vorarlberg, Österreich, in der Parzelle Sägen, im Stadtteil Markt befindliches halb unterfluriges Kleinwasserkraftwerk (Schaukraftwerk) und eines mehrerer Elektrizitätswerke am Müllerbach.

## Geschichte
Das Kleinwasserkraftwerk Stadtgarten – Inatura wird im Gelände der ehemaligen Rüsch-Werke, nunmehr dem naturgeschichtlichen Museum Inatura betrieben.
Das Kraftwerk Stadtgarten ist am Müllerbach eines von ehemals einem Dutzend Kraftwerksanlagen und aktuell auch eines der letzten der noch aktiven (siehe auch Kraftwerk Forach). Am selben Standort war bereits das Kraftwerk Rüschwerke (benannt nach dem gleichnamigen Unternehmen) und dieses befand sich ebenfalls etwa bei Flusskilometer 2,90. Es diente zur elektrischen Energiegewinnung mit einer Turbine und einem Generator mit 23,40 kW. Die Bewilligung für das ursprüngliche Kraftwerk bei den Rüschwerken ist am 15. Jänner 1991 erloschen.

## Kraftanlage
Das gesamte Kleinwasserkraftwerk ist im Freien angeordnet. Die Instandhaltung des Kraftwerks obliegt dem Wasserwerk der Stadt Dornbirn. Das Wasserkraftwerk ist als Schaukraftwerk konzipiert und während der Öffnungszeiten der Inatura frei zugänglich. Das Kraftwerk soll einen Blick in die Industriegeschichte der Stadt Dornbirn ermöglichen und sicherstellen.

### Elektrotechnische Daten
Der Generator ist eine dreiphasige Asynchronmaschine der Fa. ABB mit einer Leistung von maximal 22 kW bei 400 V (36 A) bei 980/min und einer Jahresleistung von 40.000 bis 60.000 kWh.

### Hydraulische Daten
Das Wasser für das Kraftwerk wird dem Müllerbach entnommen, der jahreszeitlich und im Hinblick auf die Restwassermenge in der Dornbirner Ach eine unterschiedliche Wasserführung aufweisen kann. Der Müllerbach führt im Bereich des Kraftwerks Stadtgarten nutzbar etwa 1850 Liter/Sekunde.
Die Energie des Wassers wird von einem Zuppinger-Wasserrad umgesetzt. Das Wasserrad hat einen Durchmesser von 5,5 Metern, dreht sich 5,5 mal in der Minute um sich selbst, und hat 36 Holzschaufeln. Das Wasser tritt 0,5 Meter unter der Welle des Rades ein und gibt seine Kraft unmittelbar auf die Schaufeln des Wasserrades ab.

### Getriebe
Um das langsam laufende Wasserrad auf die Nenndrehzahl des Asynchrongenerators zu bringen, ist ein Getriebe (Fa. PIV) zwischengeschaltet und die Drehzahl wird von maximal 5,5/min auf 980/min (Generator) gebracht (Übersetzungsverhältnis 1:92,7).